# 格雷格·鲁德洛夫
格雷格·鲁德洛夫（英語：Gregg Rudloff，1955年11月2日—2019年1月6日），美国重录音混音师。他曾获得过3次奥斯卡最佳音响效果奖，并4次提名这一奖项。自1983年起他参与了150多部电影的制作。
他的父亲特克斯·鲁德洛夫是一位音频工程师，并曾于1978年因巴迪霍利传提名奥斯卡奖。
2019年1月6日，格雷格·鲁德洛夫自殺死亡，享年63歲。

## 精选影视作品
鲁德洛夫3次赢得奥斯卡金像奖，并获得4次提名。
获奖：
- 光荣战役 (1989)[4]
- 黑客帝国 (1999)[5]
- 疯狂的麦克斯：狂暴之路 (2015)[6]

提名：
- (2000)[7]
- 父辈的旗帜 (2006)[8]
- 逃离德黑兰 (2012)[9]
- 美国狙击手 (2014)[10]